# Winnie Puuh (Film)
Winnie Puuh (Originaltitel Winnie the Pooh) ist der 51. abendfüllende Zeichentrickfilm der Walt-Disney-Studios. Vorlage waren die Kinderbücher Pu der Bär und Pu baut ein Haus von Alan Alexander Milne. Der deutsche Kinostart war am 14. April 2011; in den Vereinigten Staaten kam er am 15. Juli 2011 in die Kinos.

## Handlung
Der kleine Bär Winnie Puuh ist auf der Suche nach Honig. Unterwegs trifft er auf den Esel I-Aah, dem sein Schwanz abhandengekommen ist. Winnie Puuh stellt seine Suche nach einem Frühstück zunächst zurück und will sich zunächst mit der Hilfe seiner Freunde um einen neuen Schwanz für I-Aah bemühen. Die Freunde führen einen Wettbewerb durch: Wer als erster einen Schwanz für I-Aah findet, bekommt einen Topf Honig als Belohnung. Die Tiere bringen Gegenstände als Schwanzersatz herbei – darunter eine Sprungfeder, einen Luftballon und eine Kuckucksuhr –, aber nichts will passen. Sie wollen den kleinen Jungen Christopher Robin um Rat fragen, der ist allerdings nicht mehr da. Er hat den Tieren auf einem handgeschriebenen Zettel mitgeteilt, dass er „Balzrück“ (bald zurück) sei. Die Tiere missverstehen die Nachricht und nehmen an, Christopher Robin sei von dem „Balzrück“, einem Monster, entführt worden. In der Folgezeit heben sie eine Grube aus, die als Balzrückfalle dienen soll; aufgrund eines Missgeschicks fallen sie allerdings selbst hinein. Nach einiger Zeit kommt Christopher Robin zurück und klärt das Missverständnis auf. Als Winnie Puuh zu Eule geht, um sich endlich etwas Honig zu borgen, fällt ihm auf, dass die Klingel von Eule I-Aahs Schwanz ist. Als Eule ihm dann Honig anbietet, entscheidet er sich schlussendlich gegen den Honig, um I-Aah den Schwanz wieder zu bringen. Somit gewinnt er den Wettbewerb und einen riesigen Honigtopf. Da er lieber einem Freund geholfen hat anstatt an Honig zu denken, wird er später von Christopher Robin gelobt.
Nach dem Abspann sieht man, dass es wirklich einen „Balzrück“ gibt, der aber kein Monster, sondern ein friedvolles Wesen ist. Er fällt versehentlich in die Falle. Was aus ihm wird, sieht man jedoch nicht.

## Sprecher
Der Film wurde bei der FFS Film- und Fernseh-Synchron GmbH in Berlin synchronisiert. Rainer Martens schrieb das Dialogbuch und führte mit Toni Nirschl die Dialogregie.
| Originalrollenname | Originalsprecher       | Deutscher Rollenname | Deutsche Sprecher |
| ------------------ | ---------------------- | -------------------- | ----------------- |
| Winnie the Pooh    | Jim Cummings           | Winnie Puuh          | Michael Rüth      |
| Tigger             | Jim Cummings           | Tigger               | Joachim Kaps      |
| Piglet             | Travis Oates           | Ferkel               | Santiago Ziesmer  |
| Owl                | Craig Ferguson         | Eule                 | Frank-Otto Schenk |
| Kanga              | Kristen Anderson-Lopez | Kanga                | Marie Bierstedt   |
| Roo                | Wyatt Dean Hall        | Ruh                  | Jannis Michel     |
| Erzähler           | John Cleese            | Erzähler             | Roland Hemmo      |
| Eeyore             | Bud Luckey             | I-Aah                | Tilo Schmitz      |
| Rabbit             | Tom Kenny              | Rabbit               | Gerald Schaale    |
| Christopher Robin  | Jack Boulter           | Christopher Robin    | Cedric Eich       |
| Backson            | Huell Howser           | Balzrück             | Stefan Fredrich   |

## Kritiken
Winnie Puuh erhielt ein gutes Presseecho, was sich auch in den Auswertungen US-amerikanischer Aggregatoren widerspiegelt. So erfasst Rotten Tomatoes größtenteils positive Besprechungen und ordnet den Film damit als „Verbrieft Frisch“ ein. Laut Metacritic fallen die Bewertungen im Mittel „Grundsätzlich Wohlwollend“ aus. Es folgen einige repräsentative Pressestimmen:

„Natürlich wartet Winnie Puuh am Schluss trotzdem mit einer konventionellen moralischen Botschaft auf. Der Weg dorthin führt aber über die Art von leichter Unterhaltung, die es geschafft hat, zugleich intelligent zu sein.“

„Die episodenartige Erzählung mit viel Liebe zum Detail spricht auch schon die jüngsten Zuschauer an. Dabei werden Werte wie Freundschaft, Zusammenhalt und Kreativität vermittelt. Die stimmungsvolle Musik in Verbindung mit den unterschiedlichsten Formen der kunstvollen Animation heben dieses kurzweilige Kinovergnügen schon heute in den Stand eines ausgezeichneten Zeichentrick-Klassikers.“

## DVDs
- Winnie Puuh. Walt Disney Studios Home Entertainment, 13. Oktober 2011.[11]
- Disney Classics 51: Winnie Puuh. Walt Disney Studios Home Entertainment, 9. November 2017.[12]